# Centrale de Markersbach
La centrale hydroélectrique de Markersbach est une centrale hydroélectrique de pompage allemande, dans les Monts Métallifères sur le cours supérieur de la rivière Große Mittweida, sur le territoire de la commune de Markersbach, dans l'arrondissement d'Aue-Schwarzenberg en Saxe.
Elle a été construite de 1970 à 1981. Sa puissance installée de 1 050 MW en fait la 2e plus grande centrale hydroélectrique en Allemagne et l'une des plus grandes d'Europe.

## Historique
Les études préparatoires pour la centrale ont débuté en 1961 : un concours a été lancé pour identifier un site pour une nouvelle centrale de pompage-turbinage fut annoncé et deux ans plus tard le choix se porta sur Markersbach, au sud de Chemnitz sur la rivière Große Mittweida dans la partie occidentale des Monts Métallifères. Après les investigations et les travaux préparatoires, la construction proprement dite commença en 1970, y compris les routes d'accès et les réseaux électriques, l'agrandissement de la gare de Grünstädtel et le relogement des habitants du village d'Obermittweida. La centrale fut mis en service en 1979 et a fonctionné depuis, sauf pendant deux projets de rénovation conduits en 1990-1998 et 2007-2008.
En 1993, ČKD (entreprise) Blansko a entrepris des travaux de rénovation et de mise à niveau des turbines après 80-100 000 heures de fonctionnement. Les travaux sur la sixième et dernière turbine se sont achevés en 1998. En 2006, Vattenfall a commandé un système d'automatisation NEPTUN et un système de protection numérique à VA TECH Hydro. Cette modernisation a rendu possible l'exploitation de la centrale à distance depuis le centre de contrôle régional de Goldisthal.

## Transfert d'énergie par pompage
La centrale produit de l'électricité en transférant l'eau entre deux réservoirs. Pendant les périodes de faible demande d'électricité, l'eau est pompée depuis le réservoir inférieur jusqu'au réservoir supérieur, puis, lorsque la demande d'électricité est élevée, l'eau est re-déversée dans le réservoir inférieur en actionnant au passage les turbines. La différence de prix d'électricité entre les deux périodes rend l'opération rentable malgré la perte de rendement.

## Caractéristiques techniques des barrages

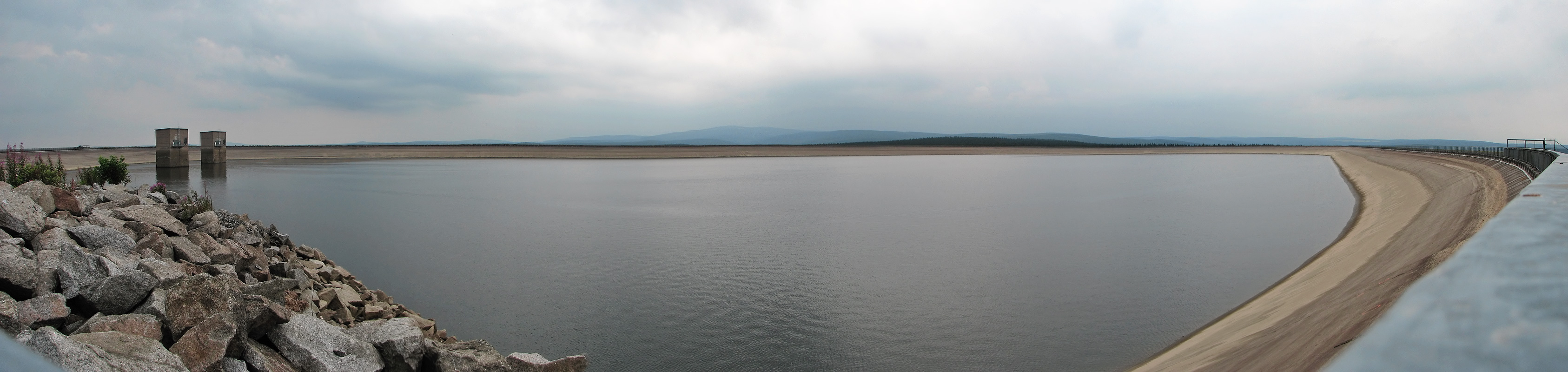
Un panorama du réservoir supérieur.

Le réservoir supérieur est situé à une altitude de 848,4 m. Il est retenu par un barrage annulaire ovale haut de 26 m et long de 2590 m, au sommet de la colline de Hundsmarter qui a été nivelée pour la construction de l'ouvrage. Ce barrage en remblai avec joint extérieur asphalté est le plus grand barrage de Saxe avec un volume de 3.500.000 m³. La surface du plan d'eau est de 43,6 ha et le volume de stockage d'environ 6,5 millions de m³.

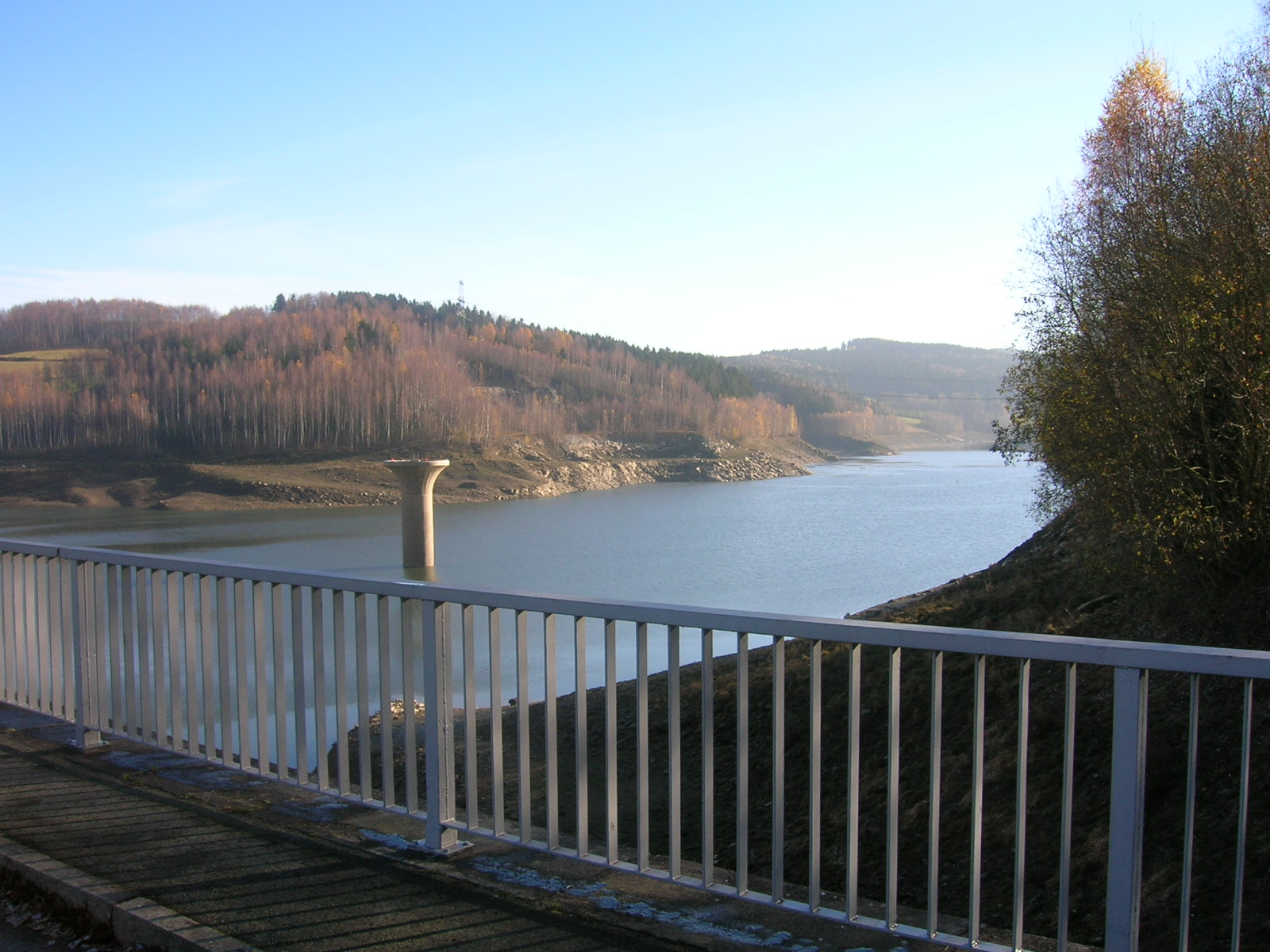
Barrage de Markersbach (réservoir inférieur).

Le réservoir inférieur est situé à une altitude de 563 m. Son barrage de retenue, qui barre la rivière Mittweida, est un barrage en remblai avec joint extérieur asphalté haut de 57 m (51 m au-dessus du fond de vallée) et long de 393 m. Son volume atteint 920 000 m³, la surface du plan d'eau est de 49 ha et le volume de stockage moyen d'environ 7,7 millions de m³. Le volume de stockage maximal est de 7,975 millions de m³. L'altitude du faîte du barrage est de 563 m.

## Centrale électrique
La centrale est composée d'une grande salle des machines en caverne de 44 m de hauteur, à 120 m sous terre. Elle est équipée de six turbines Francis réversibles de 175 MW. La puissance installée totale est donc de 1050 MW.
La centrale est connectée par la sous-station de Röhrsdorf au réseau haute tension 380 kV de l'opérateur de réseau 50Hertz Transmission.

## Source de traduction
- (en) Cet article est partiellement ou en totalité issu de l’article de Wikipédia en anglais intitulé « Markersbach Pumped Storage Power Plant » (voir la liste des auteurs).

- (de) Cet article est partiellement ou en totalité issu de l’article de Wikipédia en allemand intitulé « Pumpspeicherwerk Markersbach » (voir la liste des auteurs).